# Альбичук, Василий
Василий Альбичук (пол. Bazyli Albiczuk, 18 июля 1909, с. Домбровица-Мала (ныне Бяльского повята, Люблинского воеводства, Польша) — 22 июля 1995, там же) — польский художник-примитивист украинского происхождения. Самоучка, не имеющий специального образования.

## Биография
Из крестьян. Получил начальное образование. Редко покидал село, на длительное время лишь несколько раз: во время Первой мировой войны, когда с родителями был депортирован вглубь России, и во время Второй мировой войны — в СССР. Военную службу проходил в Войске Польском недалеко от Варшавы, воевал на фронте, затем в 1944 году был призван в ряды Советской Армии.
Хоть Альбичук и жил в селе, но сельским хозяйством не занимался, превратив клочок земли у своего дома в красивый цветочно-ботанический сад, который на много лет стал для него источником вдохновения и объектом его картин.
Был всесторонне талантливым человеком: живописцем, графиком, скульптором, музыкантом, способным тонко и красиво выразить на полотне и бумаге собственные переживания, прекрасный колорист и романтик.
В период, предшествующий годам расцвета его творчества, занимался художественным ремеслом. Писал примитивные гобелены, портреты, иконы и картины религиозного содержания, был маляром, в качестве музыканта играл на свадьбах. Это давало Василию средства для выживания в годы войны, в изгнании и нищете.

## Творчество
Основными объектами его картин были пейзажи и сады родного Подляшья.
В 1965 создал первую картину «Сад». В 1966 году эта работа мастера была показана в воеводском доме культуры в Люблине и сразу обратила на себя внимание критиков, искусствоведов и специалистов живописи.
С этого времени, поощряемый искусствоведами, создавал цикл картин «Сады», изображающий их в разное время года, пору дня, погоду и настроения.
Его работы, экспонирующиеся на разных выставках и конкурсах народного искусства в стране и за границей, получали всё большее признание и интерес.
Несмотря на то, что картины Альбичука через некоторое время стали известны далеко за пределами Польши, сам творец оставался скромным, не терпящим городского шума и внимания прессы, работящим человеком, находящимся в постоянном поиске новых художественных тем в окружающем его сельском пейзаже.
Неоднократно награждался, так в 1989 году стал лауреатом премии им. Оскара Кольберга, но премии, медали и знаки отличия присылались Альбичуку в почтовый центр, так как он редко покидал село.
Его работы отличает богатая колористика и тщательная проработка деталей.
Произведения В. Альбичука экспонируются сейчас в Музее южного Подляшья в Бяла-Подляска, часть картин находится в частных коллекциях.
После смерти художника оказалось, что кроме живописи он писал стихи на украинском языке.